# Comptabilité sociale et environnementale
Pour un article plus général, voir Responsabilité sociale des entreprises.
 (juillet 2025).
La comptabilité sociale et environnementale (social and environmental accounting en anglais) est une forme de comptabilité des entreprises visant à prendre en compte leur comportement en matière sociale, notamment à l'égard du droit du travail, et relative à l'environnement et au développement durable. L'intérêt pour celle-ci s'est développé avec la mondialisation et l'importance accrue des multinationales, délocalisant une partie de leur production vers des pays parfois dotés d'un système juridique peu efficace de protection des droits de l'homme . Aujourd'hui, à l'heure de l'anthropocène, alors que les sociétés sont confrontées à leurs propres systèmes de productions, d'échanges et de distributions, la dimension normative de la comptabilité se fait ressentir. Comme tout langage – et il en est peu d’aussi universels –, la comptabilité induit une interprétation du monde. "la comptabilité est en réalité le seul langage commun à tous les acteurs et partenaires de l’entreprise […] Or, derrière les comptes, il y a les normes comptables. Ce sont les règles du jeu. Et de telles règles ne sont jamais neutres. Elles peuvent avoir des conséquences qui influencent en définitive les stratégies et les décisions des entreprises. C’est pourquoi les normes comptables, les concepts sous-jacents et leurs fondements logiques revêtent une importance décisive. Ce matériau théorique influence la compréhension et le pilotage de l’activité des entreprises, et donc potentiellement la marche de l’économie entière" Maurice Levy. Cette mainmise est d’autant plus prégnante aujourd’hui, que l’économie n’a jamais occupé une place aussi centrale dans les sociétés humaines. La comptabilité selon International Financial Reporting Standards par sa structure, offre une vision biaisée du monde. Elle ne permet pas de rendre visibles les problématiques éthiques, techniques ni socio-écologiques. Elle est aveugle aux interrelations entre les organisations et leur environnement institutionnel, social et naturel. Les modèles et méthodes de comptabilités environnementales et sociales reposent sur la mutation des systèmes d'information comptables, sur le décloisonnement de la comptabilité qui doit faire appel à d’autres disciplines : droit, écologie, économie, fiscalité, histoire, sociologie, philosophie, etc., sur un principe de soutenabilité forte.

## Dépenses environnementales
Elles sont de deux types :
1. dépenses environnementales directement comptabilisées dans les comptes d'entreprises (en charges ou comme actifs) ;
2. passifs environnementaux, générant des provisions liées à l’environnement.

### Dépenses environnementales (au sens du CNC)
Elles sont en France définies par la recommandation 2003-R02 du Conseil national de la comptabilité (CNC).
Ce sont des dépenses  « effectuées en vue de prévenir, réduire ou réparer les dommages que l’entreprise a occasionnés ou pourrait occasionner par ses activités, à l’environnement », notamment induites par  :
- l’élimination des déchets et aux efforts entrepris pour en limiter la quantité ;
- la lutte contre la pollution des sols, des eaux (de surface et/ou souterraines) ;
- la préservation de la qualité de l’air et du climat ;
- la réduction des nuisances sonores ;
- la protection (ou le cas échéant renaturation/restauration) de la biodiversité et du paysage.

Ne seront cependant retenues que les dépenses « supplémentaires » (c'est-à-dire ni récurrentes, ni accessoires à une dépense principale destinée à prévenir, réduire, compenser ou réparer des dommages occasionnés à l’environnement. Ainsi construire une station d'épuration est  une dépense environnementale, mais ses coûts d'entretien ne le sont pas). par contre des dépenses nouvelles qui augmenteraient ses capacités seraient classées comme "dépense" environnementale".
Si une dépense supplémentaire est indissociable d’autres coûts (dont elle est éventuellement « partie intégrante ») , elle est estimée si elle vise essentiellement à « prévenir, réduire ou réparer des dommages occasionnés à l’environnement ».
Ces dépenses dans les comptabilités de l'environnement se retrouvent en France et dans les autres pays.
Remarque : certaines dépenses d'investissement diffèrent clairement de celles qui sont de simples charges. Pour elles le CNC a défini les dépenses environnementales pouvant être comptabilisées à l’actif si elles cumulent les trois conditions suivantes :
1. être justifiées par la sécurité des personnes, ou la protection de l'environnement ;
2. être légalement obligatoires ;
3. leur non-réalisation impliquerait l'arrêt de l’activité (ou de l’installation concernée) de l’entreprise.

Les coûts de future mise aux normes environnementales d'équipements ne sont donc généralement pas comptabilisés en charges ; mais en dépenses d’investissement venant augmenter la valeur de l’actif concerné (et permettent la continuité de l'activité de l’entreprise) ; ces dépenses sont assimilées à des actifs, car apportant a priori un avantage économique à l'entreprise dans son futur.

Parfois la charge et l'actif sont difficiles à distinguer, par exemple quand des dépenses dites ‘environnementales’ sont proches des dépenses opérationnelles courantes (traitement des déchets, gestion de l’eau…). Dans ces cas une certaine liberté d'interprétation et de règles de comptabilisation sont admises mais ceci implique qu'on ne peut pas comparer les efforts financiers d'entreprises en faveur de l'environnement en s’appuyant sur leurs charges et/ou investissements environnementaux (ni sur leur évolution).

### Passifs environnementaux
Une norme comptable internationale définit comme provision  un passif dont l’échéance ou le montant est incertain (contrairement à ceux de la dette) ; le passif résulte donc d’événements passés et dont l’extinction se traduira pour l’entreprise par des ressources nouvelles.
Le passif a une origine légale ou contractuelle, ou est implicite (faisant suite à la vie de l’entreprise) et doit être comptabilisé.
Le "passif environnemental" est comptabilisé comme provision si :
1. l’entreprise a une obligation actuelle, résultant d’un événement passé ;
2. une sortie de ressources est probable (c’est-à-dire : plus probable qu’improbable) ;
3. le montant de l’obligation peut être évalué de manière fiable.

Les annexes aux états financiers, donnent des informations quantitatives et qualitatives sur ces provisions dont leur valeur comptable (à l’ouverture et à la clôture de l’exercice) Sauf en contexte de regroupements d’entreprises, le passif environnemental n’est pas comptabilisé si:
1. l’obligation existe mais il est peu probable qu’une sortie de ressources soit nécessaire pour éteindre l’obligation ;
2. l’obligation existe mais l'obligation ne peut être faiblement évaluée ;
3. l’obligation n'est que potentielle (en cas de survenance (ou non) d’événements futurs incertains, qui ne sont pas sous le contrôle de l’entreprise. S'il est important, il doit figurer dans l’annexe des comptes, avec description de la nature du passif, une évaluation (si possible, sans précisions obligatoires sur l’incertitude).

Estimer un passif est parfois délicat, par exemple quand la durée de vie d'un site n'est pas réglementairement défini, ou que son usage futur est encore inconnu. Des scénarios peuvent alors être établis. Selon la norme, l’estimation de la sortie de ressources ne peut être compensée par le montant d’éventuels remboursements attendus. Si un site pollué doit être vendu ou cédé, le montant des provisions ne peut donc être affecté par le montant de la plus-value escomptée pour cette transaction.
À la différence des normes comptables internationales (IFRS) les normes comptables françaises de comptabilisation des provisions ne rendent pas l’actualisation obligatoire, même quand son effet est significatif.

### Une comptabilité multi-capitaux
Aux capitaux financiers, les comptabilités environnementales et sociales, associent les capitaux environnementaux et sociaux, pour une performance qui intègre au bilan comptable d’une entreprise, tant à l’actif qu’au passif, une valorisation financière des effets de son activité sur la société et sur l’environnement, que ces effets soient positifs ou négatifs. "Avec la comptabilité multi-capitaux, on jugerait les entreprises directement sur leurs performances écologiques et sociales. Cela demanderait de changer les indicateurs sociétaux, mais ce serait porteur de changement."

## Bilan social et bilan sociétal
Les bilans sociaux, qui sont apparus aux États-Unis dès les années 1950 dans certaines entreprises et ont été instaurés en France par un arrêté du 8 décembre 1977 , se distinguent des audits actuels prônés dans le cadre de la comptabilité sociale et environnementale en ce qu'ils sont strictement destinés à la communication interne de l'entreprise. Ils n'ont pas vocation à être rendus publics. Dans ce sens, la démarche de comptabilité sociale et environnementale vise à approfondir l'usage existant des bilans sociaux, notamment  par leur publication.
En France, le bilan social comporte sept chapitres :
– l’emploi ;
– la rémunération ;
– l’hygiène et la sécurité ;
– les conditions de travail ;
– la formation ;
– les relations professionnelles ;
– les conditions de vie dans l’entreprise.
Il n'intègre donc pas les préoccupations environnementales, et est concerné essentiellement par les conditions de travail. En 2002, le CDJES (Centre des jeunes dirigeants et des acteurs de l’économie sociale) a mis en place le « bilan sociétal », lequel compte 15 critères dont certains concernant l'environnement . Contrairement au bilan social, qui est légalement obligatoire depuis 1977, le bilan sociétal se fait sur une base volontaire.
Enfin, la loi Grenelle II a introduit une obligation de reporting environnemental, le décret d'application étant en cours de rédaction. En Angleterre, le Companies Act de 2006 (en) intègre des obligations similaires.

## Modèles et méthodes de comptabilité socio-environnementale
Les 5 premières méthodes proposent une approche extra-financière = les indicateurs sociaux et environnementaux sont présentés sous forme d'un rapportage annexé ou non aux états financiers, et certifié ou non par un organisme extérieur. Les 6 autres proposent une approche financière avec une valorisation des données extra-financières à l'aide d'indicateurs, ensuite intégrée au modèle de représentation de la valeur financière de l’entreprise, soit par ajout d’informations aux états financiers, soit par production d’états financiers restructurés.

### Analyse de cycle de vie (ACV)
L’analyse du cycle de vie (ACV) recense et quantifie, tout au long de la vie des produits, les flux physiques de matière et d’énergie associés aux activités humaines. Elle en évalue les impacts potentiels puis interprète les résultats obtenus en fonction de ses objectifs initiaux.

### «Communication on progress» (COP) du Global Compact
La CoP permet de communiquer sur les progrès réalisés dans la mise en œuvre des Dix Principes et la contribution à l’atteinte des 17 Objectifs de développement durable.

### Déclaration de performance extra-financière (DPEF)
La Déclaration de performance extra-financière (DPEF) est la transposition en droit français d’une directive européenne sur le reporting extra-financier. Plus précisément, la DPEF résulte de la transcription de la directive NFRD (Non-Financial Reporting Directive) adoptée en 2014, qui imposait aux grandes entreprises européennes de publier des informations relatives à leur performance environnementale, sociale et de gouvernance (ESG)537.
Cette obligation a été intégrée dans le droit français par ordonnance 2017-1180 , remplaçant l’ancien dispositif de reporting RSE. Depuis l’entrée en vigueur de la directive CSRD (Corporate Sustainability Reporting Directive), la DPEF évolue vers un rapport de durabilité plus complet et standardisé, mais son origine reste bien la transposition d’une directive européenne

### Global reporting initiative (GRI)
Le Global Reporting Initiative (GRI) intègre d’autres parties prenantes (sociétés, organismes, associations…) du monde entier. Elle a été constituée pour établir un référentiel d’indicateurs permettant de mesurer le niveau d’avancement des programmes des entreprises en matière de développement durable. Elle propose à cet effet une série de lignes directrices afin de rendre compte des différents degrés de performance aux plans économique, social et environnemental.

### Task force on climate-related financial disclosures (TCFD)
La Task Force on Climate Related Financial Disclosures (TCFD), groupe de travail sur la publication d’informations financières relatives au climat, vise à améliorer la transparence financière des entreprises en matière de climat. Elle encourage les acteurs économiques à publier des informations sur la façon dont les opportunités et risques liés au climat sont pris en compte dans la gouvernance, la stratégie, la gestion des risques et les indicateurs et métriques utilisés.

### Capital immatériel – Thesaurus Bercy
C'est un référentiel français de mesure de la valeur extra-financière et financière du capital immatériel des entreprises.

### EP&L (compte de résultat environnemental)
L’EP&L mesure, tout au long de la chaîne d’approvisionnement, les émissions de CO2, la consommation d’eau, la pollution de l’air et de l’eau, l’utilisation des sols et la production de déchets, rendant ainsi visibles, quantifiables et comparables les impacts des activités du Groupe sur l’environnement. Ces impacts sont ensuite convertis en valeur monétaire afin de quantifier l'utilisation des ressources naturelles.

### Integrated reporting (IR)
L’International Integrated Reporting Council (IIRC) est une coalition mondiale d'acteurs convaincus que le reporting des entreprises doit évoluer vers une communication sur la création de valeur.
L’Integrated Reporting (<IR>) représente un outil de gestion intégrée (financière, environnementale et sociale) à destination des entreprises, proposé par l'IIRC. Ces modalités de gestion consistent à acquérir une vision globale des relations et interdépendances entre les différentes fonctions et unités d’exploitation de l’organisation, mais aussi des capitaux qu’elle utilise ou qu’elle altère. Cette démarche s’inscrit dans une volonté plus large d’aligner l’affectation du capital et la stratégie des entreprises sur les objectifs
plus larges de stabilité financière et de développement durable. L'outil est opérationnel, avec de nombreux exemples de mise en application disponibles

### Social return on investment (SROI)
Le retour social sur investissement consiste à mesurer le changement qui peut être attribué à l’intervention étudiée pour ensuite y accorder une valeur monétaire à titre d’unité de mesure commune de la valeur sociale créée.

### Comprehensive accounting in respect of ecology (CARE)
À partir des principes traditionnels de la comptabilité, le cadre conceptuel comptable CARE (décliné en une méthodologie) a pour ambition d’assurer la préservation conjointe des capitaux (définis comme des avances/dettes) financiers, humains et naturels, mobilisés par les activités économiques. CARE repose sur un couplage entre des données extra-financières et des estimations des coûts nécessaires à la préservation des capitaux concernés.

### Comptabilité universelle
Méthode qui permet d’établir, en complément de la comptabilité financière, une comptabilité élargie principalement à 4 domaines (social, sociétal, environnemental et gouvernance) et qui repose sur une valorisation en « juste valeur » d’éléments immatériels ou externes au patrimoine de l’entreprise.

## Responsabilité sociale des entreprises et relations publiques
La comptabilité sociale et environnementale est un des outils mis en œuvre afin de prendre en compte la responsabilité sociétale des entreprises (RSE). Le fait de prendre en compte des critères autres que financiers dans l'établissement de ces bilans vise principalement à améliorer l'image de marque de l'entreprise, tant à des fins commerciales que politiques. Il s'agit donc d'une forme de relations publiques, intégrée afin de répondre aux attentes de consommateurs et d'actionnaires soucieux des modes de production employés dans la confection du produit acheté.

## Audits extérieurs
Les bilans peuvent être rédigés par l'entreprise elle-même. Cependant, afin de s'assurer de la véracité des informations, les firmes font parfois appel à des cabinets d'audit indépendants pouvant établir les bilans sociaux et environnementaux. Divers juristes, tels Alec Stone Sweet, prônent davantage ce genre d'audits .
Enfin, certaines ONG établissent elles-mêmes des bilans sociaux des firmes, parfois contre leur volonté.

## Dans les collectivités
À partir de 2011, les déclarations publiées par le système européen de comptabilité nationale (en tant que comptes satellites), antérieurement fondé sur le produit intérieur brut, le produit national brut, le revenu national brut, le revenu national net et la dépense intérieure brute, l'Europe met en place une première comptabilité environnementale intégrée à ses comptes économiques qui intégreront les émissions atmosphériques, les écotaxes perçues (sur l'énergie, les transports, la pollution et la consommation de ressources) et les flux de matières (solides, liquides et gazeuses hormis air et eau). Un règlement produit un cadre commun de collecte, élaboration, transmission et évaluation des comptes économiques européens de l'environnement, avec un délai de deux ans au maximum laissé aux États membres pour transmettre leurs données.

 En 2013, d'autres indicateurs pourront être proposés par la Commission (dépenses et recettes liées aux biens et services environnementaux et écosystémiques, à la protection de l'environnement, aux ressources naturelles ou à l'énergie. Certains transferts (de type subventions liés à l'environnement), ainsi que les dépenses liées à l'utilisation ou gestion de ressources (dont l'eau, quantitativement et qualitativement), les déchets...) pourraient être pris en compte. Les comptes liés aux forêts et à certains matériaux pourraient aussi y être inclus.
Le 7 juin 2011, les eurodéputés ont manifesté leur soutien à l'intégration d'un volet social en adoptant une résolution non contraignante sur le thème « Le PIB et au-delà », à la suite de la communication éponyme faite par la Commission européenne en 2009. Ils y souhaitent des propositions concrètes sur l'intégration de ces nouveaux indicateurs dans Eurostat.